# Хенри Нилсен
Холгер Хенри Нилсен (дан. Holger Henry Nielsen; Нересунби, 2. октобар 1910 — Хилеред, 18. новембар 1969) је био дански атлетичар, који се такмичио у трчању на средњим и дугим стазама. Био је светски рекордер на 3.000 метара од 1934 до 1936. и освајач бронзане медаље на 1. Евртопском првенству 1934. у Торину.

## Каријера
На почетку каријере, Нилсен је тренирао у Финској, која је тада била водећа земља у трчању на средње и дуге стазе и атлетичари из других земања су учили од финских тркача.  Прву титулу првака Данске  на 5.00О м освојио је 1930.  Нилсен је оборио светски рекорд на 3.000 м у Стокхолму 25. јула 1934; у сусрету 
са Пољаком Јанушом Кусоћињским који је био светски рекордер са 8:18,8 и поразио га. Нилснов светски рекорд износио је 8:18,3.  а као светски рекорд, званично је од стране ИААФ ратификован као 8:18.4, јер се по важећим правилина резултат на дужим тркама заокруживао на следећу петину секунде.  Касније те године, Ниелсен је освојио бронзу на 10.000 м на 1. Евртопском првенству 1934. у Торину, а изгубио је само од прдставника Финске Иларија Салминема и Арва Асколе. Његова медаља била је једина коју је Данска освојила на овом првенству.
Ниелсен се такмичио на Летњим олимпијским играма 1936. године на 5.000 м, али није успео да се прође даље јер је испао у кваификацијама.  На крају он је искључен из аматерских спортова, због кршења аматерских правила примањем новчаних награда.    Његов светски рекорд оборио је фински атлетичар Гунар Хекерт, који је у септембру 1936. трчао 8:14,8. 